# Maurice Van Ranst
Maurice Van Ranst (fl. XX secolo) è stato un cavaliere belga, campione olimpico nell'equitazione ad Anversa 1920, nella gara di volteggio a squadre, con Louis Finet e Daniel Bouckaert.

## Biografia
Non esistendo un report ufficiale dei Giochi olimpici estivi di Anversa 1920, del cavaliere belga non si sa molto.

## Palmarès
| Anno | Manifestazione  | Sede    | Evento                | Risultato |
| ---- | --------------- | ------- | --------------------- | --------- |
| 1920 | Giochi olimpici | Anversa | Volteggio individuale | 4º        |
| 1920 | Giochi olimpici | Anversa | Volteggio a squadre   | Oro       |